# Tata Safari
La Tata Safari è una fuoristrada prodotta dalla casa automobilistica indiana Tata Motors dal 1998 al 2019.

## Genesi
La Safari rappresenta il fuoristrada della gamma Tata realizzato soprattutto per i mercati più industrializzati come quelli europei, infatti a differenza della restante gamma Tata, presentava soluzioni innovative e moderne ed è per questo che venne subito apprezzato in Italia e sul mercato locale.
La gamma Tata negli anni novanta vide l'espansione in nuovi mercati ed era per questo che vennero introdotti nuovi modelli più avanzati come la Indica, piccola utilitaria da 3,70 metri e la Safari, un grande off-road dedicato soprattutto agli sterrati. Il Safari è stato progettato come un sette posti comodi con terza fila ripiegabile, abitacolo spazioso e motore discretamente potente; sul mercato si è posizionato come un'alternativa dal prezzo concorrenziale agli altri fuoristrada veri e propri, come il Mitsubishi Pajero, il Toyota Land Cruiser ma anche lo Hyundai Galloper.

## Debutto ed evoluzione
La vettura definitiva è stata presentata nel 1998 in India e l'importazione in Europa è avvenuta nel corso dello stesso anno. Rispetto al modello indiano la Safari europea presentava alcune modifiche in particolare la dotazione degli accessori più ricca per andare incontro alle esigenze della clientela europea, i paraurti erano in tinta differente rispetto al resto della carrozzeria per rendere l'aspetto più moderno..
Il nome Safari è stato adottato per sottolineare le doti fuoristradistiche del veicolo, in particolare la vocazione per i raid sottolineata anche dalla presenza della ruota di scorta esterna (applicata sul portellone). In realtà l'auto è stata progettata anche per un uso stradale, l'estetica morbida mette fine all'idea dei fuoristrada spartani e tozzi. La Safari è lunga 4,65 metri da un paraurti all'altro ma la presenza della ruota di scorta esterna fa aumentare le dimensioni fino a 4,81 metri.
Nel corso della vita commerciale del modello sono stati presentati diversi aggiornamenti sia estetici che meccanici: nel 2005 venne presentato un importante restyling che vide l'adozione di un nuovo scudo paracolpi, nuovi gruppi ottici e calandra cromata, nuovi interni e posteriore ridisegnato con grafica dei fanali inedita. Nuovo gruppo di trasmissione Borg Warner e impianto frenante rivisto. Il motore adottato dalla versione del 2005 era il nuovo 3,0 litri quattro cilindri Diesel common rail Dicor da 116 CV derivato da una unità Mercedes-Benz commerciale poi aggiornata.
Nel dicembre 2006, al Motor Show di Bologna, un ulteriore aggiornamento vide l'adozione del motore 2.2 litri diesel common rail Dicor da 143 CV di origine gruppo PSA e rivisitato con supporto AVL. Il 2.2 era omologato Euro 4 ed ha sostituito la precedente unità sui nostri mercati mentre in India il 3.0 litri è rimasto in produzione. Il modello aggiornato entrò in vendita durante la primavera del 2007.
Infine nel 2010 un lifting estetico ha introdotto una nuova calandra cromata, nuovi rivestimenti interni, nuova strumentazione interna con inserti in legno per la console centrale e nuove tinte per la carrozzeria.

## Meccanica e motorizzazioni
La Safari sfrutta una base meccanica specifica adatta soprattutto per un uso fuoristradistico con telaio a longheroni e traverse, trazione integrale con schema part-time (trazione posteriore con possibilità di inserimento trazione anteriore nelle sole situazione off-road) con sistema di innesto a comando elettrico fino a 60 km/h, dotato di riduttore su tutti i rapporti, differenziale posteriore autobloccante e mozzi anteriori a bloccaggio/sbloccaggio automatico (sulla prima serie presente anche la possibilità di blocco manuale, poi eliminata in favore della soluzione completamente automatica). Le sospensioni anteriori sono con avantreno a doppio trapezio oscillante e barra di torsione mentre al retrotreno è stato adottato uno schema a ponte rigido con cinque bracci tiranti e molle elicoidali. I freni anteriori sono a disco autoventilanti abbinati a quelli posteriori che sono a tamburo autoregistrante. Il sistema frenante è idraulico con circuito indipendente dotato di sistema antibloccaggio freni ABS più ripartitore elettronico della forza frenante EBD a partire dalla seconda serie denominata EX2 (la prima serie, versione EX non era dotata di ABS-EBD e montava dischi freno pieni, non autoventilanti).
Diverse componenti a livello trasmissione/sospensivo, in particolare i ponti Dana 44 e differenziale posteriore e Dana 44 Revers differenziale anteriore.
Il motore della prima versione è stato un quattro cilindri 2,0 litri diesel (1948 cc effettivi), dotato di iniezione indiretta e turbocompressore KKK con distribuzione a due valvole per cilindro in grado di erogare dagli 88 ai 90 cv a seconda delle serie (Euro 2 o Euro 3). Il propulsore deriva dal motore Peugeot XD88 utilizzato su veicoli commerciali leggeri, rivisitato poi da Tata.
Il motore 3.0 Dicor (acronimo di Direct injection common rail) è il primo diesel a iniezione diretta montato dalla casa indiana, è un moderno quattro cilindri (derivato da una unita commerciale Mercedes-Benz), con iniezione common rail e distribuzione a sedici valvole. Eroga la potenza massima di 116 CV (85 kW) e rispettava la normativa Euro 3. La coppia massima è di 300 N·m erogata tra 1.600 e i 2.000 giri al minuto. Il 3.0 Dicor diesel è stato rimosso dai listini italiani nel 2007 con l'ingresso del motore 2.2 Dicor ma per i mercati esteri la produzione del 3.0 è continuata poiché si è rilevato un motore robusto ed elastico nonostante i pochi cavalli in rapporto alla cilindrata.
Il motore 2.2 Dicor (di origine gruppo PSA, rivisitato dalla azienda austriaca AVL) è sempre un quattro cilindri 16V con iniezione diretta common rail e intercooler, eroga 143 CV (105 kW) con coppia massima di 320 N·m disponibili tra i 1.700 e i 2.700 giri al minuto. Il nuovo motore eroga parecchi cavalli in più rispetto alle precedenti unità ma i consumi sono più bassi rispetto al passato: sul ciclo misto la Tata dichiara 7,7 litri per percorrere 100 km, con emissioni medie di 205 grammi di anidride carbonica emessi per km. Il motore 2.2 Dicor è il primo omologato Euro 4.

## Safari Storme (restyling 2012)

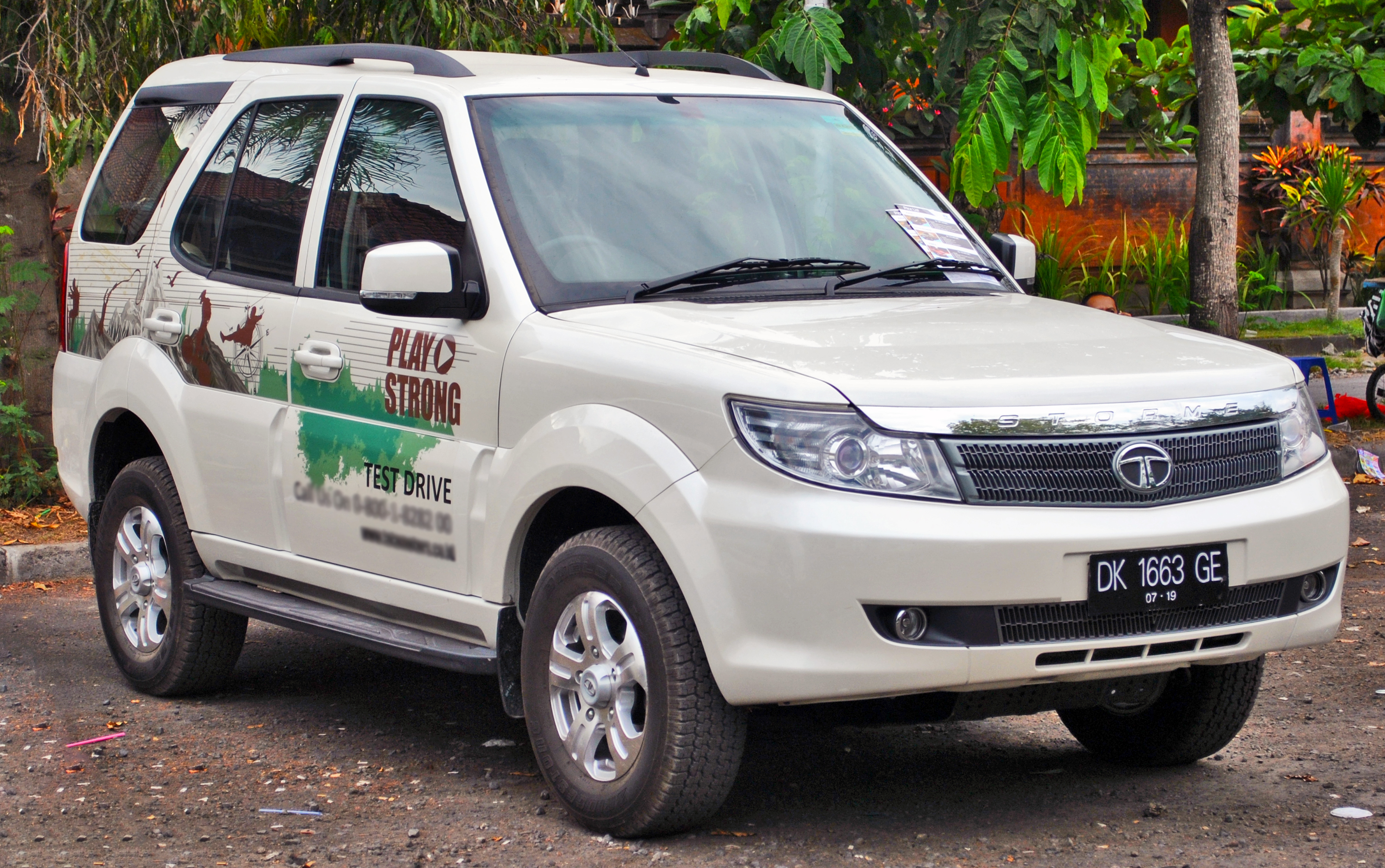
2012 Tata Safari Storme

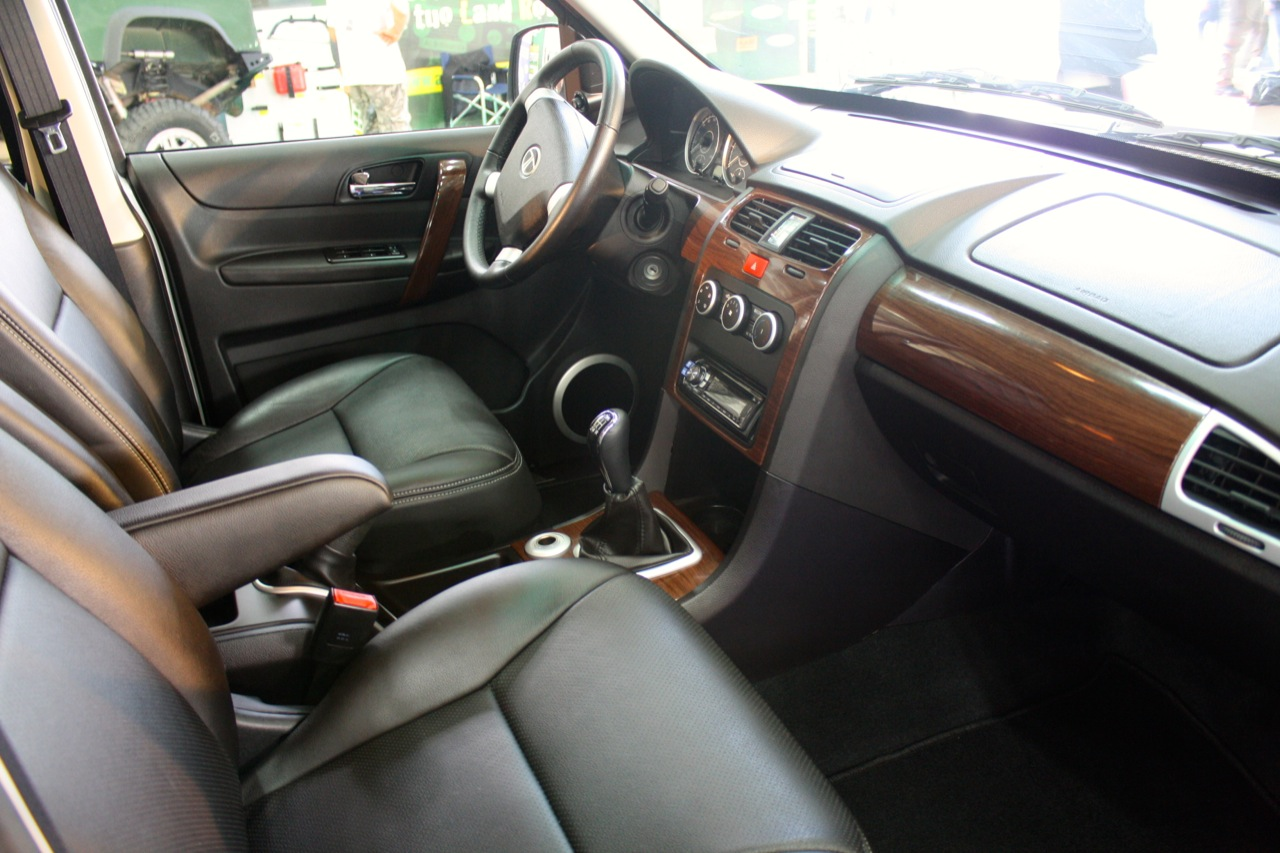
2016 Tata Safari Storme interno

Nel 2012 viene presentata all’Auto Expo la Safari Storme, un pesante restyling della precedente Safari. Le modifiche riguardano sia l’estetica che la meccanica infatti il frontale viene totalmente ridisegnato con nuovo cofano, fanali, paraurti e calandra che riprendono il design della Tata Aria, cambia anche il retro con il nuovo portellone posteriore disponibile anche senza ruota di scorta di esterna. Internamente la plancia è stata totalmente ridisegnata con nuovi vani portaoggetti, nuovi comandi clima e nuovo impianto multimediale Alpine touchscreen con navigatore satellitare, radio e bluetooth. Nella meccanica viene riprogettato il retrotreno con l’adozione delle nuove sospensioni a ruote indipendenti multilink a cinque bracci, nuovi ammortizzatori e nuovo impianto frenante. Il motore resta il 2.2 diesel Dicor da 140 cavalli.
Il nome Safari Storme viene adottato per distinguerla dalla precedente Safari rimasta in listino in India fino al 2017
Nel 2015 debutta la versione 2.2 Varicor con il motore potenziato a 150 e 156 cavalli e coppia massima di 320 Nm (per la 150 CV) e 400 Nm (per la 156 CV) abbinato ad una nuova trasmissione manuale a 6 rapporti. La Varicor affianca la vecchia 2.2 Dicor da 140 cavalli che resta in listino fino al 2017. Esce di produzione nel dicembre 2019 in seguito all’entrata in vigore in India della normativa anti inquinamento BS-VI nel gennaio 2020.